# Skye Fitzgerald
Skye Fitzgerald é um cineasta dinamarquês. Como reconhecimento, foi nomeado ao Óscar 2019 na categoria de Melhor Documentário em Curta-metragem por Lifeboat (2018).